# MBH Bank Ballan CSB
La MBH Bank Ballan CSB è una squadra maschile italiana di ciclismo su strada con licenza Continental. Nata nel 2011 ma attiva come squadra UCI solo dal 2019, ha sede ad Almè (provincia di Bergamo) ed è diretta dall'ex professionista Antonio Bevilacqua.

## Cronistoria

### Annuario
| Anno | Codice | Nome                         | Cat.        | Biciclette | Dirigenza |
| ---- | ------ | ---------------------------- | ----------- | ---------- | --- |
| 2019 | CPK    | Team Colpack                 | Continental | Merida     | Manager: Antonio Bevilacqua Dir. sportivi: Antonio Bevilacqua, Rosa Dileo, Mirco Lorenzetto, Ivan Quaranta, Gianluca Valoti                  |
| 2020 | CPK    | Team Colpack Ballan          | Continental | Cinelli    | Manager: Antonio Bevilacqua Dir. sportivi: Antonio Bevilacqua, Flavio Miozzo, Gianluca Valoti                                                |
| 2021 | CPK    | Team Colpack Ballan          | Continental | Cinelli    | Manager: Antonio Bevilacqua Dir. sportivi: Antonio Bevilacqua, Giuseppe Dileo, Rosa Dileo, Flavio Miozzo, Ivan Quaranta, Gianluca Valoti     |
| 2022 | CPK    | Team Colpack Ballan          | Continental | Cinelli    | Manager: Antonio Bevilacqua Dir. sportivi: Antonio Bevilacqua, Marco Babiloni, Giuseppe Dileo, Rosa Dileo, Flavio Miozzo, Gianluca Valoti    |
| 2023 | CPK    | Team Colpack Ballan CSB      | Continental | Cinelli    | Manager: Antonio Bevilacqua Dir. sportivi: Antonio Bevilacqua, Marco Babiloni, Giuseppe Dileo, Rosa Dileo, Flavio Miozzo, Gianluca Valoti    |
| 2024 | CPK    | Team MBH Bank Colpack Ballan | Continental | Cinelli    | Manager: Antonio Bevilacqua Dir. sportivi: Gianluca Valoti, Giuseppe Dileo, Rosa Dileo, Antonio Bevilacqua, Flavio Miozzo                    |
| 2025 | MBK    | MBH Bank Ballan CSB          | Continental | Cinelli    | Manager: Antonio Bevilacqua Dir. sportivi: Gianluca Valoti, Giuseppe Dileo, Rosa Dileo, Davide Martinelli, Flavio Miozzo, Antonio Bevilacqua |

## Organico 2025
Aggiornato al 13 giugno 2025.

### Staff tecnico
|  | Naz.              | Ruolo  | Sportivo           |  |  |  |
|  | ----------------- | ------ | ------------------ |  |  |  |
|  | Italia (bandiera) | GM, DS | Antonio Bevilacqua |  |  |  |
|  | Italia (bandiera) | DS     | Gianluca Valoti    |  |  |  |
|  | Italia (bandiera) | DS     | Giuseppe Dileo     |  |  |  |
|  | Italia (bandiera) | DS     | Rosa Dileo         |  |  |  |
|  | Italia (bandiera) | DS     | Davide Martinelli  |  |  |  |
|  | Italia (bandiera) | DS     | Flavio Miozzo      |  |  |  |

### Rosa
|  | Naz.                 |  | Sportivo             | Anno |  |  |
|  | -------------------- |  | -------------------- | ---- |  |  |
|  | Italia (bandiera)    |  | Matteo Ambrosini     | 2002 |  |  |
|  | Ungheria (bandiera)  |  | Zsombor Balogh       | 2006 |  |  |
|  | Italia (bandiera)    |  | Christian Bagatin    | 2002 |  |  |
|  | Italia (bandiera)    |  | Diego Bracalente     | 2004 |  |  |
|  | Italia (bandiera)    |  | Cesare Chesini       | 2004 |  |  |
|  | Italia (bandiera)    |  | Edoardo Cipollini    | 2005 |  |  |
|  | Italia (bandiera)    |  | Matteo Fiorin        | 2005 |  |  |
|  | Ungheria (bandiera)  |  | Bálint Makrai        | 2006 |  |  |
|  | Italia (bandiera)    |  | Lorenzo Masciarelli  | 2003 |  |  |
|  | Italia (bandiera)    |  | Lorenzo Nespoli      | 2004 |  |  |
|  | Rep. Ceca (bandiera) |  | Pavel Novák          | 2004 |  |  |
|  | Italia (bandiera)    |  | Manuel Oioli         | 2003 |  |  |
|  | Italia (bandiera)    |  | Samuel Quaranta      | 2002 |  |  |
|  | Italia (bandiera)    |  | Enrico Simoni        | 2006 |  |  |
|  | Ungheria (bandiera)  |  | Zsombor Tamás Takács | 2006 |  |  |
|  | Ungheria (bandiera)  |  | Márk Valent          | 2004 |  |  |
|  | Ungheria (bandiera)  |  | Barnabás Vas         | 2006 |  |  |
|  | Italia (bandiera)    |  | Leonardo Vesco       | 2005 |  |  |